# Vladimír Brůža
Vladimír Brůža (21. srpna 1899, Mohelno – 10. června 1975, Utrecht) byl český elektrotechnik a pedagog.

## Biografie
Vladimír Brůža se narodil v roce 1899 v Mohelně, mezi lety 1910 a 1919 vystudoval gymnázium v Třebíči, ale již během studií musel nastoupit do armády. V první světové válce byl odeslán na italskou frontu. Po návratu z války odmaturoval a v roce 1920 nastoupil na českou techniku do Brna, kde v roce 1925 absolvoval obor elektroinženýrství. V roce 1925 pak nastoupil do společnosti Křižíka a Siemense, v níž pracoval až do roku 1928, kdy nastoupil na pozici technického ředitele do společnosti Magneton v Kroměříži. Tam pracoval až do roku 1939 a v té době získal několik různých patentů.
Po roce 1939 spolu s Ludvíkem Svobodou založil organizaci Obrana národa v oblasti Kroměříže a pak byl uvězněn. Po zatčení v roce 1939 ve vězení zůstal do roku 1943, ačkoli byl v roce 1942 odsouzen na 3,5 roku odnětí svobody.
Po roce 1945 nastoupil na ministerstvo průmyslu, kde působil jako ředitel odboru zbrojního a kovodělného průmyslu, zároveň působil v Československé sociálnědemokratické straně. Po únorovém převratu pak v roce 1948 odešel s rodinou do Rakouska, poté do Belgie a v roce 1950 do Utrechtu v Nizozemsku, kde mezi lety 1951 a 1955 pracoval v oboru vysokého napětí. V roce 1955 začal pracovat jako poradní inženýr pro organizaci podniků v Maarssenu. Na počátku 60. let 20. století přednášel na námořní akademii v Utrechtu, věnoval se svému oboru – elektrotechnice.